# Ługowo (województwo kujawsko-pomorskie)
Ługowo – (niem. Lugheide) osada leśna w Polsce położona w województwie kujawsko-pomorskim, w powiecie bydgoskim, w gminie Koronowo.
W latach 1975–1998 miejscowość administracyjnie należała do województwa bydgoskiego.